# Prințul Kiril al Bulgariei
Prințul Kiril al Bulgariei, Prinț de Preslav (Kyril Heinrich Franz Ludwig Anton Karl Philipp; 17 noiembrie 1895 – 1 februarie 1945) a fost al doilea fiu al regelui Ferdinand I al Bulgariei și a primei lui soții, Maria-Luiza de Bourbon-Parma. 

## Biografie

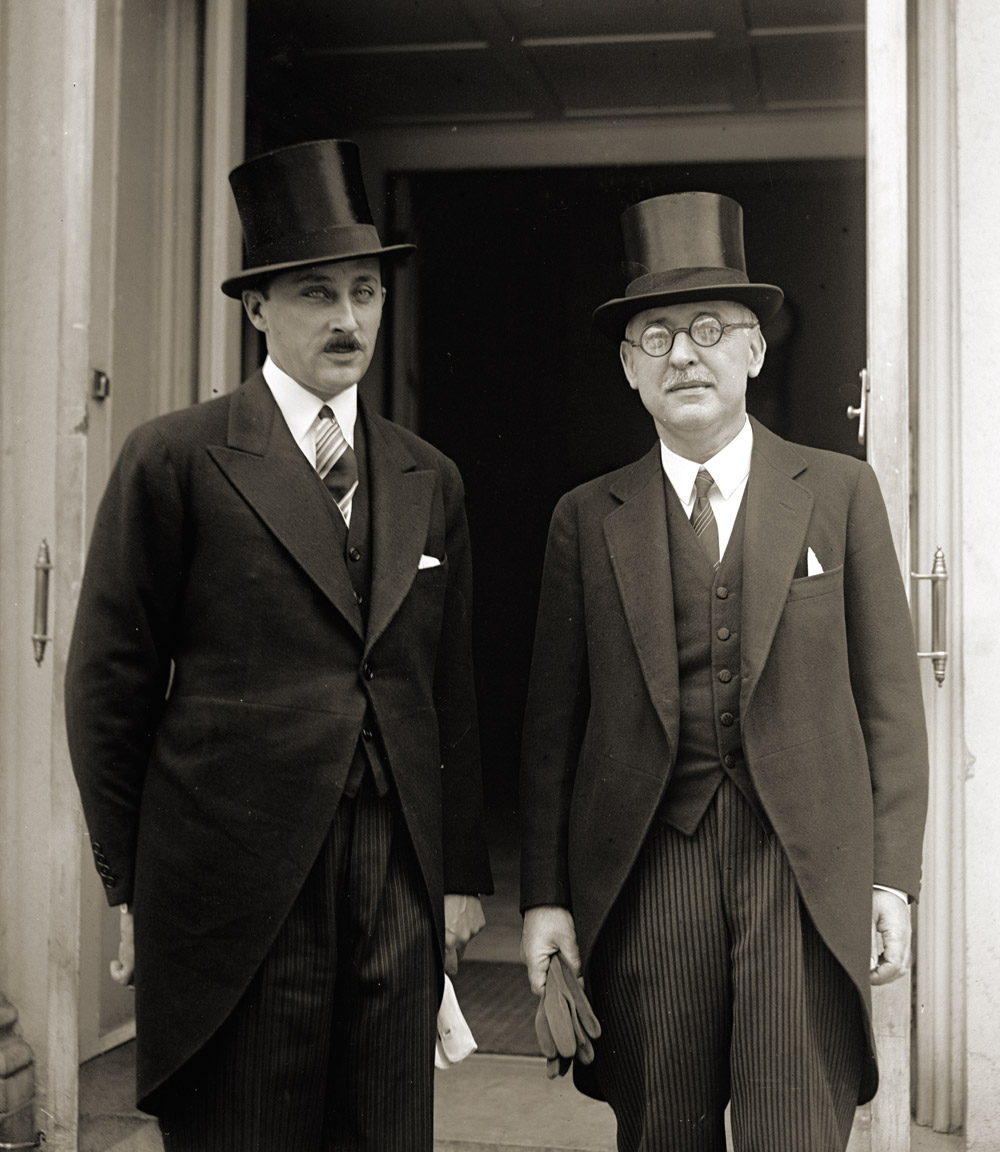
Prințul Kiril (stânga) și istoricul bulgar Simeon Radev

A fost fratele mai mic al țarului Boris al III-lea al Bulgariei și prinț regent al Bulgariei din 1943 până în 1944. În septembrie 1936 Prințul Kiril l-a însoțit pe regele Eduard al VII-lea al Regatului Unit într-un tur în Islanda.
Prezent la moartea fratelui său, Țarul Boris, la 28 august 1943, Prințul Kiril a fost numit șeful unui consiliu de regență de către parlamentul bulgar, pentru a acționa în calitate de șef al statului până când fiul Țarului Boris, Simeon al II-lea al Bulgariei, a împlinit 18 ani.
Prințul Kiril împreună cu văduva țarină Giovanna de Savoia, fiica regelui italian, au condus funeraliile de stat pentru fratele său, țarul Boris al III-la, la 5 septembrie 1943 la catedrala Alexander Nevsky din Sofia. Ulterior, cele trei guverne consecutive au făcut eforturi pentru a ieși din acordurile Bulgariei cu Germania. O delegație bulgară a călătorit la Cairo într-o încercare de a negocia cu Statele Unite și Marea Britanie, dar nu a reușit, acesta din urmă refuzând întâlnirea fără participarea Uniunii Sovietice.
În ciuda relațiilor diplomatice continue ale Sofiei cu Uniunea Sovietică, URSS a declarat război Bulgariei la 5 septembrie 1944 și pe data de 8 armatele sovietice au trecut granița română și Dunăre.
Frontul Patriei, o coaliție a Partidului Comunist, aripa stângă a Uniunii Agrare, grupul Zveno și câțiva politicieni pro-sovietici care s-au întors din exil în Uniunea Sovietică, au executat o lovitură de stat militară pro-sovietică la 9 septembrie și au confiscat puterea.
În noaptea de 1 februarie 1945, Kiril, fostul prim-ministru și regent - profesorul Bogdan Filov, generalul Nikola Mihov, precum și o serie de foști miniștri, consilieri regali și 67 de parlamentari au fost executați. Sentința la moartea a fost pronunțată mai devreme în aceeași zi de "Tribunalul Poporului".
1. ↑   http://www.astro.com/astro-databank/Kyril,_Prince_of_Bulgaria Lipsește sau este vid: |title= (ajutor)